# 최광석
최광석(1932년 3월 27일 ~ 2008년 4월 6일)은 대한민국의 전 축구 선수이자 전 축구 지도자로 과거 포지션은 공격수였다.

## 선수 시절
1932년 3월 27일 경성부(현 서울)에서 태어나 고려대학교를 재학했고 대한민국 축구 국가대표팀의 일원으로 1954년 3월 7일과 14일 도쿄에서 열린 일본과의 1954년 FIFA 월드컵 아시아 지역 예선 1·2차전 원정 경기에 최연소 대표 선수로 출전하여 1득점을 기록하며 대한민국의 사상 첫 월드컵 본선 진출에 이바지했으며 1954년 아시안 게임과 1958년 아시안 게임에도 참가하여 대한민국의 2연속 아시안 게임 은메달 획득에 기여했다.

## 은퇴 이후
한양대학교, 외환은행 축구단의 감독을 지낸 뒤 대한축구협회 심판위원장, 서울시축구협회 부회장, 한국OB축구회 회장 등을 역임했고 2008년 4월 6일 고려대학교안암병원에서 향년 77세의 나이에 숙환으로 별세했으며 장례는 축구장으로 거행되었다.

## 수상
대한민국
- 아시안 게임 : 은메달 (1954, 1958)